# Rehlingen (Langenaltheim)

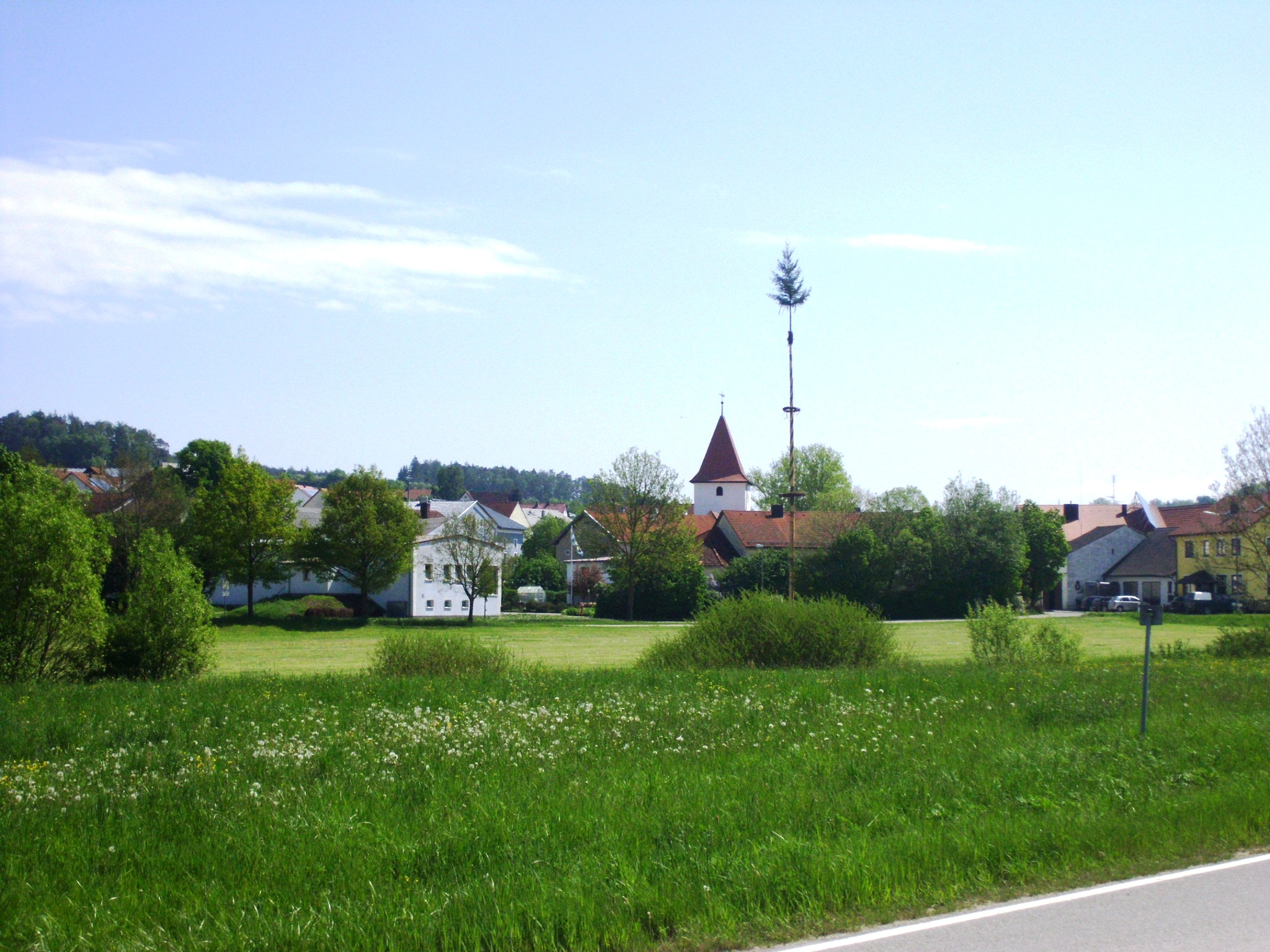
Rehlingen

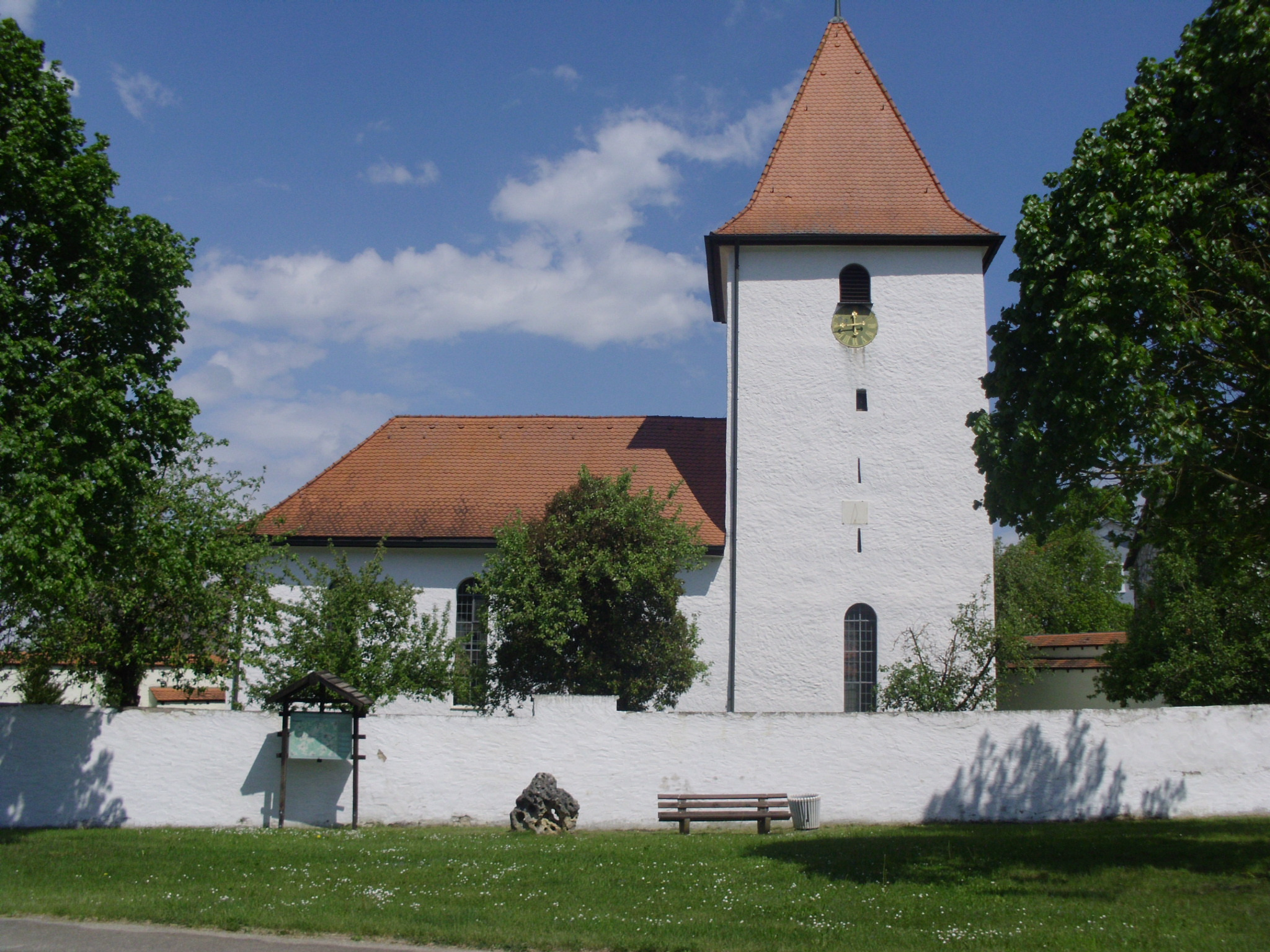
Evang.-Luth. Pfarrkirche von Rehlingen

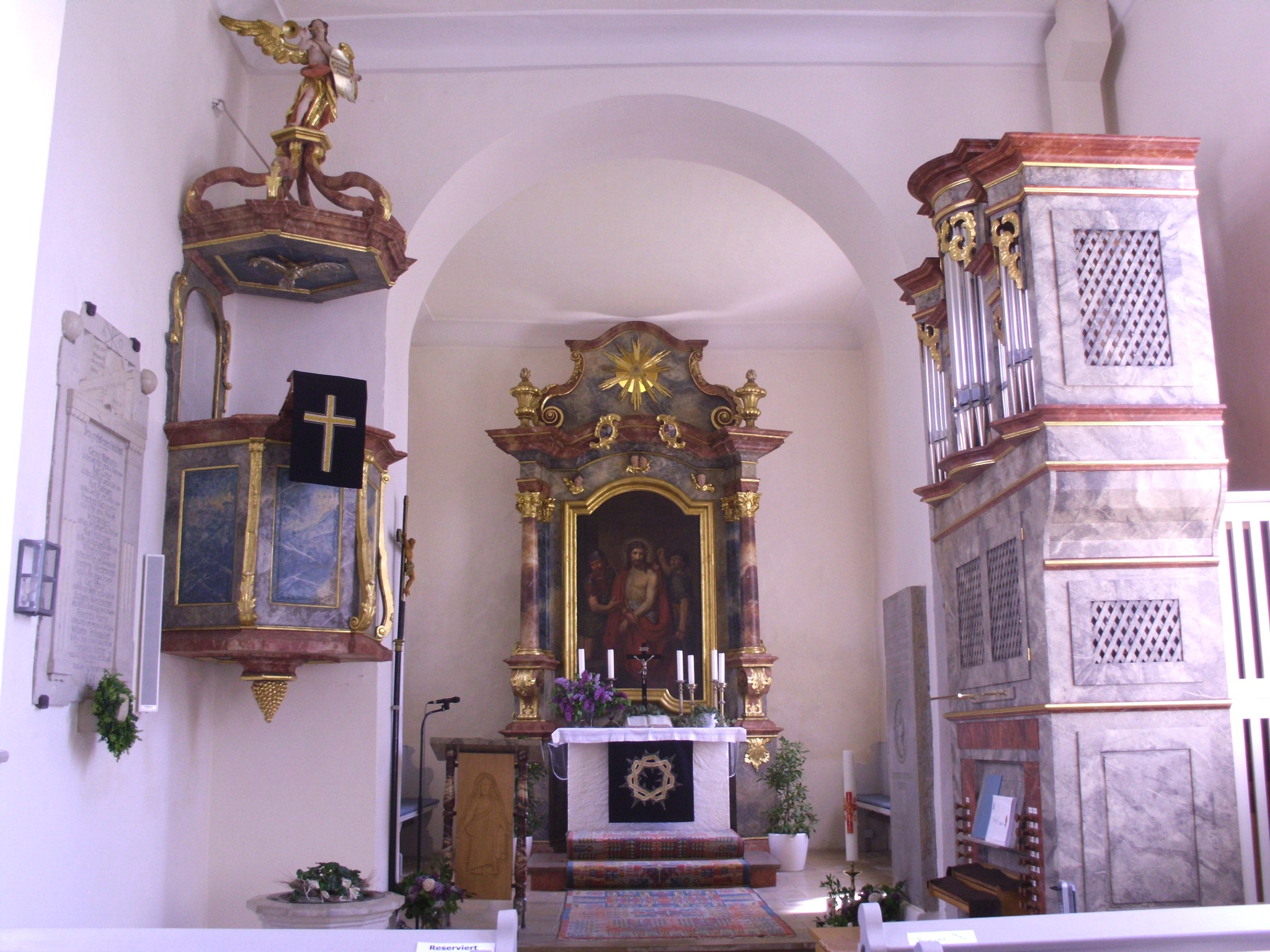
In der Pfarrkirche St. Laurentius

Rehlingen ist ein Gemeindeteil der Gemeinde Langenaltheim im Landkreis Weißenburg-Gunzenhausen (Mittelfranken, Bayern). Die Gemarkung Rehlingen hat eine Fläche von 7,484 km². Sie ist in 788 Flurstücke aufgeteilt, die eine durchschnittliche Flurstücksfläche von 9498,09 m² haben. In ihr liegen neben dem namensgebenden Ort die Gemeindeteile Höfen, Lohhof und Neuherberg.

## Geografische Lage
Das Pfarrdorf liegt in den Ausläufern der Fränkischen Alb nordwestlich des Gemeindesitzes Langenaltheim und südlich von Treuchtlingen. Durch Rehlingen führt die Staatsstraße 2217. Gemeindeverbindungsstraßen verlaufen über Steinbruch ins Möhrenbachtal zur St 2217 und über Höfen zur Bundesstraße 2. Von der St 2217 zweigt südöstlich eine Straße zum Lohhof ab.

## Geschichte

### Ortsname
Der Ortsname wird von den älteren Belegen her gedeutet als „Bei den Leuten des Rohilo.“

### Ortsgeschichte
Bereits 1035 ist der Ort als Kirchdorf erwähnt, als Graf Liutger/Leodegar II. von Lechsgemünd-Graisbach dem Benediktinerinnenkloster St. Walburg zu Eichstätt als Stiftungsgut seine Güter zu „Rohilingin“ schenkte. 1297 erhielt das Kloster vom Eichstätter Bischof zudem den großen und kleinen Zehnt von „Rohelingen“; der Klosterbesitz bestand 1300 aus dem Maierhof und sechs Huben. 1342 erhielt der Marschall von Pappenheim ein Urteil, das ihm Freiheiten und Gericht zu „Röhling“ als Besitz bestätigte; wann und von wem die bereits im Pappenheimer Urbar (ca. 1214–1219) aufgeführten Vogteirechte der Marschälle von Pappenheim über den Klosterbesitz in Rehlingen und andernorts gewährt wurden, ist nicht fassbar. 1361 vermachte Heinrich von Pappenheim seiner Gemahlin Gült und Zins aus dem Dorf. Während 1412 das Dorf noch „Röhlingen“ heißt, taucht 1469 die Bezeichnung „Rechlingen“ auf. 1478 stritten das Kloster St. Walburg und der Graf von Pappenheim vor dem Bischof von Augsburg um das Patronatsrecht der Kirche von „Rehlingen“; noch 1522 präsentierte das Kloster seiner Kirche in Rehlingen einen Priester. 1542 wurde Rehlingen durch die Herrschaft von Pfalz-Neuburg evangelisch. Von Pfalz-Neuburg kam Rehlingen hochgerichtlich zur Herrschaft Pappenheim; nach einem pappenheimischen Salbuch von 1561 hatte die Herrschaft Pappenheim hier auch Grundbesitz: Drei Bauern des Dorfes waren dem pappenheimischen Augustinerkloster abgabenpflichtig. 1598 beklagte sich die Äbtissin von St. Walburg beim Eichstätter Bischof, dass ihre Grundholden auf dem Hahnenkamm, unter anderem in Rehlingen, „ganz widerspenstig mit der bezahlung“ seien und auch die Marschälle von Pappenheim sie nur zögerlich dabei unterstützen würden. Infolge des Dreißigjährigen Krieges lag das Dorf „völlig verlassen und öd“; 1653 ist jedoch – nach der Zuwanderung oberösterreichischer Exulanten – wieder von elf Haushaltungen die Rede.
Am Ende des Alten Reiches bestand das Dorf aus Pfarrhaus, Schulhaus, Wirtshaus, Schmiede, 6 Hofgütern, 15 Seldengütern, 9 Kleingütern und Häusern, dem Gemeindehirtenhaus und dem Brechhaus. Es gehörte hochgerichtlich der Herrschaft Pappenheim, die auch die Dorfgerichtsbarkeit innehatte. Den großen Zehent musste man nach wie vor dem Kloster St. Walburg geben, das noch die Grundherrschaft über den Maierhof, vier Höfe und 2 Häuser besaß; den Kleinzehnt erhielt der Rehlinger Pfarrer. Besitz und Einkünfte des Klosters St. Walburg fanden mit der Aufhebung des Klosters durch Bayern 1806 ein Ende.
Seit 1806 im Königreich Bayern, wurde 1808 der Steuerdistrikt Rehlingen im Untergericht Pappenheim des Rentamtes Greding, ab 1815 des Rentamtes Weißenburg gebildet, dem noch Haag, Lohhof, Neufang, Neuherberg, Rutzenhof und Mauthaus (Zollhaus) angehörten. Mit dem Gemeindeedikt von 1818 entstand daraus, jedoch unter Ausschluss von Neuherberg mit Rutzenhof und Mauthaus, eine Ruralgemeinde im Herrschaftsgericht Pappenheim (1852 in das Landgericht Pappenheim umgewandelt). Die Gemeinde Rehlingen ließ sich im Zuge der Gebietsreform in Bayern zum 1. April 1971 nach Langenaltheim eingemeinden.
1904 wurde der Friedhof in den Osten des Dorfes verlegt. 1975 bis 1996 führte Rehlingen eine Flurbereinigung und Dorferneuerung durch; 1989 wurden die Grundstücke neu geordnet. 1984/85 wurde ein Gemeindehaus erbaut, 1996 bis 1999 die ehemalige Raiffeisenhalle zur Gemeinschaftshalle umgebaut. 1999 erfolgte auch die Anbindung an das Fernwassernetz.

### Einwohnerentwicklung
| Jahr          | 1818 | 1824 | 1861 | 1910 | 1933 | 1939 | 1950 | 1961 | 1970 | 1987 | 2016 |
| Einwohnerzahl | 216  | 222  | 202  | 191  | 195  | 195  | 248  | 227  | 233  | 217  | 273  |

- 1824: 37 Gebäude[15]
- 1861: 36 Gebäude, Kirche, Schule
- 1950: 42 Wohngebäude[15]
- 1961: 49 Wohngebäude[26]

## Bodendenkmäler
In der Gemarkung Rehlingen gibt es mehrere vorgeschichtliche Denkmäler: Eine fast verebnete Grabhügelgruppe 1500 m osö der Ortskirche, ein urnenzeitliches Flachgräberfeld mit mindestens 20 Bestattungen mit zum Teil reichen Keramik- und Metallbeigaben in der Flur „Toter Mann“ 420 m sö der Ortsmitte von Höfen, eine Grabhügelgruppe mit bronze- und hallstattzeitlichen Bestattungen ca. 1250 m sö der Kirche von Rehlingen, ein vorgeschichtlicher Grabhügel ca. 600 m wsw der Kirche, ein vorgeschichtliches Grabhügelfeld in der Flur „Lohbuck“ ca. 860 bis 700 m w-wsw der Kirche, ein vorgeschichtliches, fast verebnetes Grabhügelfeld ca. 1700 m sw der Kirche, ein vorgeschichtlicher Grabhügel 1000 m onö der Kirche und in der Flur „Zwiebelbuck“, ca. 1100 m wnw der Kirche, ein vermutlich vorgeschichtlicher Grabhügel, der sich in den 1960er Jahren als Steinstreuung im Acker abzeichnete.

## Baudenkmäler
- Mehrere Jurabauten aus dem 19. Jahrhundert, die Evang.-Luth. Pfarrkirche St. Laurentius, das Pfarrhaus von 1731/32 mit Walmdach (finanziert vom Kloster St. Walburg, bei dem durch den Zehentbesitz die Baulast lag) und der Pfarrstadel aus dem 18. Jahrhundert sind in die Bayerische Denkmalliste eingetragen.[28]
- Evang.-Luth. Pfarrkirche St. Laurentius: Es handelt sich um eine im Kern mittelalterliche Chorturmkirche, die 1732 unter Beibehaltung von Teilen des Turmes und des Langhauses erneuert wurde; dabei wurde die Kirche auch neu im Barockstil ausgestattet. 1912 wurde die Orgel südlich neben den Chorbogen versetzt. Auf dem aufgelassenen, ummauerten Kirchhof sind mehrere Grabdenkmäler des 19. Jahrhunderts zu sehen.[29]

## Vereine
- Evangelische Landjugend Rehlingen
- Freiwillige Feuerwehr Rehlingen
- Blasmusik Rehlingen
- Jagdgenossenschaft Rehlingen
- Waldgenossenschaft Rehlingen
- Männergesangverein Eintracht Rehlingen
- Obst- und Gartenbauverein Rehlingen
- Soldaten- und Kameradschaftsverein Rehlingen-Haag

## Persönlichkeiten
- Ernst Ebermayer (1829–1908), deutscher Bodenkundler und Agrikulturchemiker